# Monica Törnell
Monica Kristina Ingeborg Törnell (Trönö, 3 de junio de 1954) es una cantante y compositora sueca. Conocida por representar a su país, junto a Lasse Holm, en el Festival de la Canción de Eurovisión 1986.

## Carrera
Fue descubierta casualmente por el artista Cornelis Vreeswijk en 1971. Con Vreeswijk y otros artistas entre ellos Björn J:son Lindh, Palle Danielsson, Kenny Håkansson, Björn Ståbi y Pers Hans Olsson, hizo una gira a finales de 1971 e inicios de 1972 en Suecia y Dinamarca.
En 1972 consigue grabar su primer LP, titulado Ingica. En 1986 participa en el Festival de Eurovisión junto a Lasse Holm con la canción E' De' det här du kallar kärlek?, consiguiendo la quinta plaza.
En 1988 se le diagnostica fatiga crónica, por lo que a causa de su salud reduce el número de actuaciones y de grabaciones.

## Discografía

### Álbumes
- 1972 - Ingica (Philips 6316 017)
- 1973 - Alrik (Philips 6316 033)
- 1975 - Don't Give a Damn (Philips 6316 052)
- 1977 - Bush Lady (Mercury 6363 011)
- 1978 - Jag är som jag är... (Philips 6316 108)
- 1979 - Ingica Mångrind (Philips 6316 123)
- 1982 - Ängel (6362 Mercury 088)
- 1984 - Mica (Air AIRLP 1013)
- 1984 - Fri (Air AIRLP 1015)
- 1986 - Big Mama (Air AIRLP 1019)
- 1986 - Förut ..., Monica Törnells bästa (recopilatorio, Air AIRLP 1021)
- 1988 - Månfred (RCA PD 71635)
- 1989 - Vive la Mystique (V.I.P. VCD 5001)
- 1992 - Äppelkväll, Monica Törnell sings Lennart Hellsing (Locomotion LOCO C-124)
- 1996 - Monica Törnell - svenska popfavoriter (recopilatorio, Karussell 552 566-2)

### Álbum con el proyecto musical Mother
- 2008 - LP (Mother Songs MOLP-1)

### Participación en recopilatorios
- 1977 - Sånger och musik från Kvinnokulturfestivalen (Silence SRS 4647)
- 1978 - VisFestivalen Västervik 1978 (Polydor 2379167)
- 1979 - Nej till kärnkraft! (MNW 99P)
- 1985 - VisFestivalen i Västervik 20 år (Sonet SLPD-2098)